# Coenotephria rogata
Coenotephria rogata är en fjärilsart som beskrevs av Otto Staudinger 1892. Coenotephria rogata ingår i släktet Coenotephria och familjen mätare. Inga underarter finns listade i Catalogue of Life.